# حملة وسط سوريا (2017)
حملة وسط سوريا (يوليو 2017–الآن) هي عملية عسكرية للجيش السوري ضد تنظيم الدولة الإسلامية (داعش) خلال الحرب الأهلية السورية. ويتمثل هدفها في الاستيلاء على مدينة السخنة الاستراتيجية، التي يحتمل أن تحاصر 11,000 كيلومتراً مربعاً من أراضي تنظيم الدولة الإسلامية في وسط سوريا (حجم لبنان)، وبعد ذلك سيتقدم الجيش إلى دير الزور ويرفع حصار داعش الذي استمر لمدة ثلاث سنوات عن جيب الحكومة في المدينة.

## الحملة

### دخول الجيش إلى جنوب محافظة الرقة
في 14 يوليو، شن الجيش هجوما في جنوب محافظة الرقة، وزحف جنوب مدينة الرصافة وبات في حدود 70 كيلو مترا من السخنة، بعد وصوله إلى الحدود الإدارية لمحافظة حمص. وفي الفترة من 15 إلى 16 يوليو، استولى الجيش على سلسلة من آبار النفط وحقول الغاز. بحلول 18 يوليو، دفعت القوات الحكومية داعش إلى خارج المنطقة الغربية والجنوبية الغربية من محافظة الرقة، بينما وصلت أيضا إلى ضواحي جبل البشري، وهي معقل تابع لتنظيم داعش.
ومع بداية الحملة، شنت القوات الجوية الروسية حملة جوية واسعة النطاق ضد تنظيم داعش في محافظتي الرقة وحمص. وقد أصيب أحد مراكز القيادة والسيطرة التابعة لتنظيم داعش في دير الزور، وأهداف على طول الطريق السريع حمص-دير الزور، ومواقع بالقرب من السخنة.
وفي غضون ذلك، وفي 16 يوليو، قام تنظيم داعش بصد هجوم شنه الجيش السوري على منطقة حميمة على الحدود الإقليمية لحمص ودير الزور، مما أدى إلى مقتل اثني عشر جنديا وجرح أو اعتقال 28 آخرين. وقد قطعت رؤوس الجنود الذين ألقي القبض على هم بعد ذلك. واستولى المقاتلون على دبابة وذخيرة. وبعد ذلك بثلاثة أيام، اجتاحت غارة لتنظيم داعش على الحدود الإدارية معسكر للجيش قبل انسحاب المقاتلين. وفي الوقت نفسه، اندلع قتال عنيف أيضا في محافظة حماة. وب حلول 19 يوليو، خلفت هذه الاشتباكات 40 من المقاتلين الموالين للحكومة، بمن فيهم اثنان من العمداء، و29 من المقاتلين.
في 21 يوليو، قطع الجيش ما بين 30 و35 كيلومترات شرق الرصافة. وبعد ذلك بأربعة أيام، أدت التطورات الرئيسية التي حققت ها القوات الحكومية في جنوب شرق الرقة إلى خفض سيطرة تنظيم داعش على المحافظة إلى 10 في المائة. وفي هذه المرحلة، كان الجيش على بعد تسعة كيلومترات من الحدود الإدارية لمحافظة دير الزور. وحقق الجيش أيضا مكاسب على طول الضفة الغربية لنهر الفرات. وبحلول نهاية اليوم، كان يقع على بعد ستة كيلومترات من مدينة معدان الواقعة على الضفة الجنوبية من النهر، ومن حدود محافظة دير الزور.

### تقدم الجيش على طول نهر الفرات والاستيلاء على السخنة
في غضون ذلك، وفي 23 يوليو، بدأ الفيلق الخامس للجيش في الجزء الشرقي من محافظة حمص عملية صوب السخنة وأفيد بأنه اخترق اليوم التالي خط دفاع داعش أمام البلدة. وفي 25 يوليو، وصلت تعزيزات كبيرة من الجيش إلى شرق تدمر للهجوم الوشيك على السخنة، عقب تنفيذ اتفاق وقف إطلاق النار بوساطة روسيا/الولايات المتحدة مع الجيش الحر في منطقة البادية الجنوبية الغربية، حيث شنت القوات الحكومية حملة لمدة شهرين. في الوقت نفسه تقدمت القوات الحكومية إلى الغرب من حقل غاز الشاعر في ريف حمص الشرقي.
في أماكن أخرى، وفي 25 يوليو، استأنف الجيش، بدعم من لواء القدس الفلسطيني والمقاتلين المحليين، هجومه على بلدة قليب الثور التي يسيطر عليها داعش في ريف محافظة حماة الشرقي. في الأيام التي سبقت استئناف عمليات الجيش في شرق حماة، شنت القوات الجوية الروسية هجمات متعددة ضد تنظيم داعش.
في 26 يوليو، شن تنظيم داعش هجوما مضادا ضد القوات الحكومية في محاولة للحفاظ على موطئه في محافظة الرقة والدفاع عن معدان. وفي مساء ذلك اليوم، استولى الجيش على آخر أربع تلال من التلال الواقعة على بعد ثماني كيلومترات إلى الجنوب الغربي من السخنة، فارضا السيطرة النارية على البلدة. وبعد مرور عدة ساعات على ذلك، بدأ الجيش هجومه على السخنة، وسرعان ما وصل إلى أطرافها بعد التقدم بمسافة سبعة كيلومترات والدخول إليها من الغرب والجنوب، وفقا للمصادر العسكرية. ووفقا لما ذكرته المجموعة الناشطة المؤيدة للمعارضة المرصد السوري لحقوق الإنسان، فإن القوات الحكومية كانت لا تزال خمسة كيلومترات من البلدة.
في 27 يوليو، تقدمت القوات الحكومية إلى داخل أربعة كيلومترات من معدان، وعبرت الحدود الإقليمية بين الرقة ودير الزور لأول مرة من الغرب.
بعد ذلك بيومين، شن مقاتلو تنظيم داعش غارة مبكرة على مواقع الجيش في ريف الرقة الغربي، مما أجبر القوات الحكومية على التراجع. وبعد فترة وجيزة، قامت القوات الحكومية بإعادة تجميع صفوفها وشنت هجوما مضادا، ودفعت المقاتلين الذين انسحبوا من الأسلحة والذخائر التي تم الاستيلاء عليها. في غضون ذلك، دخل الجيش السوري إلى الجزء الغربي الغربي من السخنة، في حين بدأ مقاتلو تنظيم داعش الانسحاب من البلدة. وفي نفس الوقت، نُقلت قوات من قوات النمر الوحدة الخاصة التابعة للجيش من منطقة الرقة إلى شرق حماة للهجوم القادم على شرق بلدة سلمية. في اليوم نفسه، قامت القوات الموالية للحكومة بقصف واسع النطاق لمواقع داعش في ريف حماة الشرقي. كما أجريت ضربات جوية.
في وقت متأخر من 29 يوليو، شن تنظيم داعش هجوما مضادا ضد القوات الحكومية بالقرب من بلدتي غانم العلي وشنان، مما دفع بها إلى الوراء وقطع خط إمدادها إلى غانم العلي، محتجزا عدد من الجنود. قتل 43 جنديا وجرح 65 في أثناء الهجوم الذي شنه تنظيم داعش والذي شمل أكثر من 10 انتحاريين. وفي اليوم التالي، قام الجيش والمقاتلون القبليون بإعادة تجميع وشن هجوم مضاد ناجح، مما أدى إلى تحرير القوات التي عزلت. ثم شرعوا في الوصول إلى غانم العلي، مع الاستيلاء على البلدة في نهاية المطاف، وكذلك عدة قرى إلى الغرب منها. وفي غضون ذلك، قُتل الصحفي السوري خالد الخطيب، الذي كان يعمل لدى الشبكة التلفزيونية روسيا اليوم، عند ما أصيبت مركبته بقذيفة مضادة للدبابات من تنظيم داعش في شرق حمص. بحلول 31 يوليو، أحرزت القوات الحكومية تقدما كبيرا في الصحراء، حيث أتت على بعد 40 كيلومترا من مدينة دير الزور.